# Tras la línea enemiga 3: Colombia
Tras la línea enemiga 3: Colombia es una película bélica estadounidense protagonizada por Joe Manganiello y Ken Anderson y dirigida por Tim Matheson. Es la tercera entrega de la serie, así como la secuela de Behind Enemy Lines y Behind Enemy Lines II: Axis of Evil. La película fue coproducida por WWE Studios, y estrenada en formato Blu-ray el 6 de enero de 2009.

## Argumento
Colombia se encuentra sumida en el caos hasta que un equipo de cinco hombres del SEAL de EE.UU. se embarcan en una misión secreta para asegurar que las conversaciones de paz entre el gobierno del país y la guerrilla de las Fuerzas Armadas Revolucionarias de Colombia antes de estallar en violencia, una complicación imprevista amenaza una guerra total. De la nada, la reunión cae bajo ataque por parte de un comando del Ejército de Colombia disidente de los procesos de paz. Los líderes de ambas partes son asesinados. Los sellos han sido establecidas para el delito, dejando a luchar por sus vidas detrás de las líneas enemigas contra las Fuerzas Especiales colombianas (AFEUR). Abandonados por su gobierno y dados por muertos, los soldados cansados de la carrera para descubrir la evidencia que demostrará su inocencia procurando al mismo tiempo que la violencia no se salga de control. En caso de desistir de pelear por la frontera, la región en su conjunto o en ambos lados podría ser sumergido en un infierno de pesadilla de guerra y muerte.

## Reparto
| Actor                 | Personaje             |
| --------------------- | --------------------- |
| Joe Manganiello       | Teniente Sean Macklin |
| Mr. Kennedy           | Carter Holter         |
| Channon Roe           | Kevin Derricks        |
| Yancey Arias          | Alvaro Cardona        |
| Chris J. Johnson      | Steve Gaines          |
| Antony Matos          | Greg Armstrong        |
| Jennice Fuentes       | Nicole Jenkins        |
| Keith David           | Scott Boytano         |
| Steven Bauer          | Manuel Valez          |
| Tim Matheson          | Carl Dobb             |
| Luzangeli Justiniano  | Maria Cardona         |
| Anibal O. Lleras      | Carlos Rivera         |
| Rey Hernández         | Ramirez               |
| Ken Anderson          |                       |
| Fernando Allende      |                       |
| Jaime Irizarry        |                       |
| Roy Sanchez-Vahamonde |                       |

## Producción
La película se desarrolla en Colombia, pero fue filmada en Puerto Rico.
La película fue estrenada el 6 de enero de 2009.